# Jörg Schmeisser
Jörg Schmeisser (eig. Schmeißer) (* 20. April 1942 in Stolp; † 1. Juni 2012 in Canberra) war ein deutscher Künstler, der besonders als Graphiker bekannt wurde.

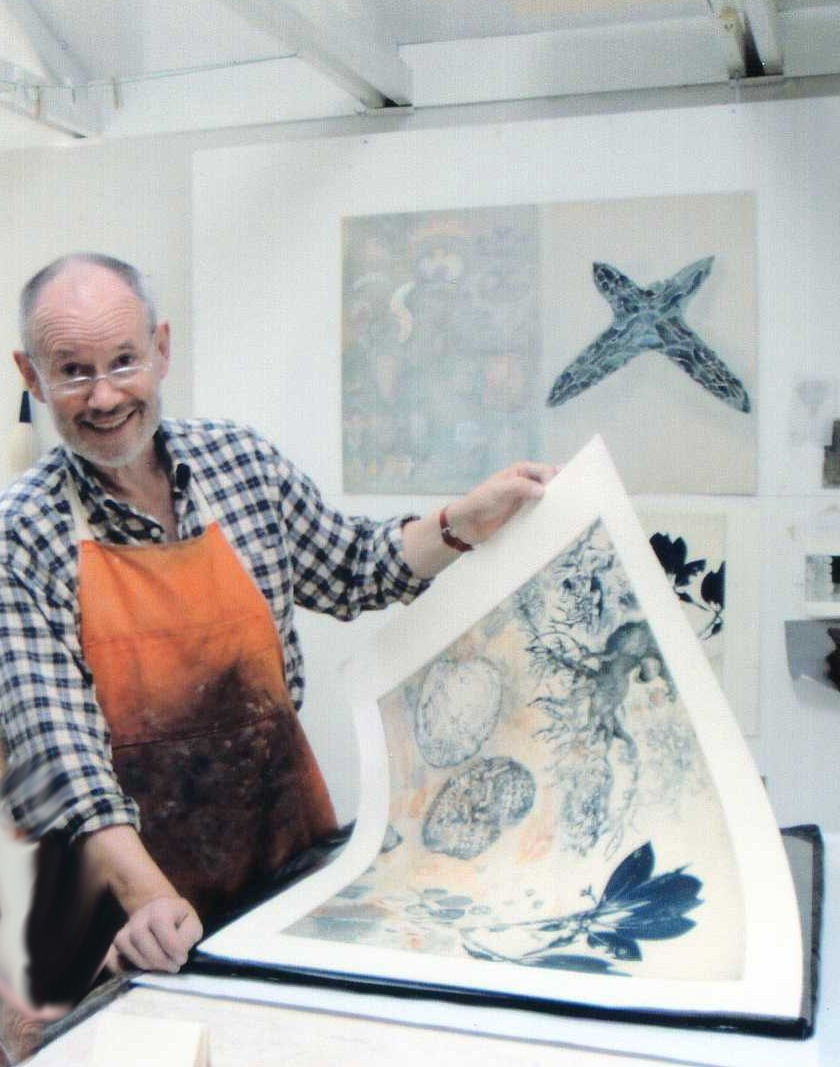
Jörg Schmeisser in seinem Atelier in Turner (2010)

## Leben
Jörg Schmeisser wuchs in Hamburg auf und studierte dort und in Kyōto von 1962 bis 1968. 1966 legte er das Kunsterzieherexamen ab und wurde Assistent bei Paul Wunderlich. Von 1972 bis 1978 war er Dozent für Siebdruck in Hamburg; in den 1960er und 1970er Jahren war er außerdem an Ausgrabungen in Israel und Griechenland beteiligt und bereiste zahlreiche Länder. Zwischen 1978 und 1997 arbeitete er an der Canberra School of Art, die zur Australian National University gehört. Jörg Schmeisser leitete dort die Abteilung für Druckgraphik. 1998 bereiste er die Antarktis und hielt sich auf den australischen Forschungsstationen Mawson und Davis auf. Besonders seine auf dieser Reise entstandenen Radierungen, Zeichnungen und Gemälde wurden in zahlreichen Ausstellungen in Australien, Japan, den USA und Deutschland gezeigt. Nach Lehr- und Arbeitsaufträgen in Jerusalem, Hangzhou, Angkor, Ladakh und Princeton trat Jörg Schmeisser eine Professur an der Kyoto City University of Arts an. Er war mit der Künstlerin Keiko Amenomori Schmeisser verheiratet.

## Werke in öffentlichen Sammlungen

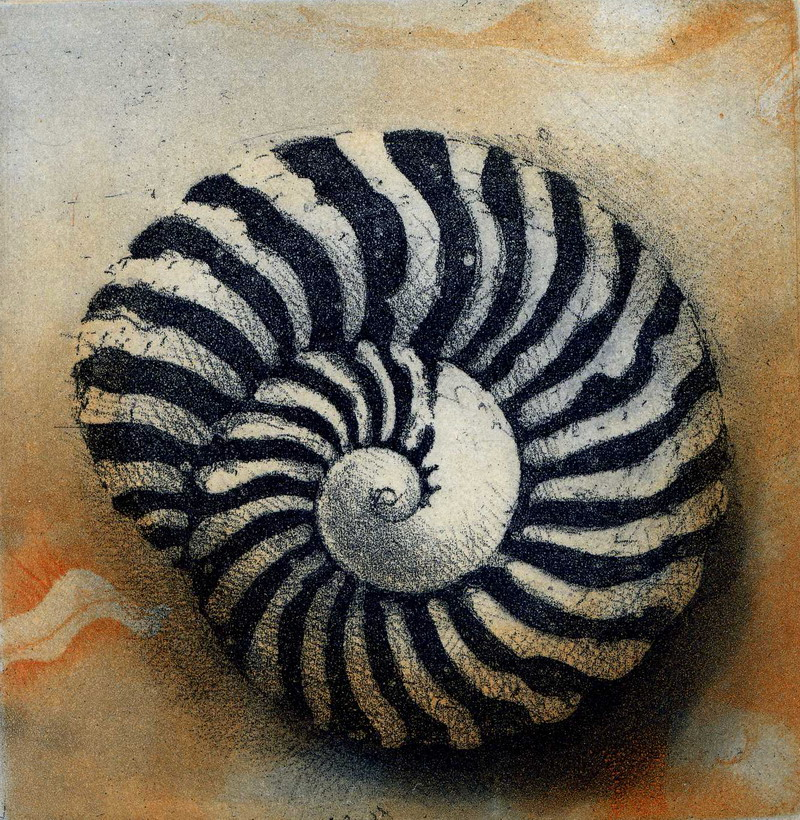
Jörg Schmeisser, Sanfte Schnecke (Aquatintaradierung, 2000)

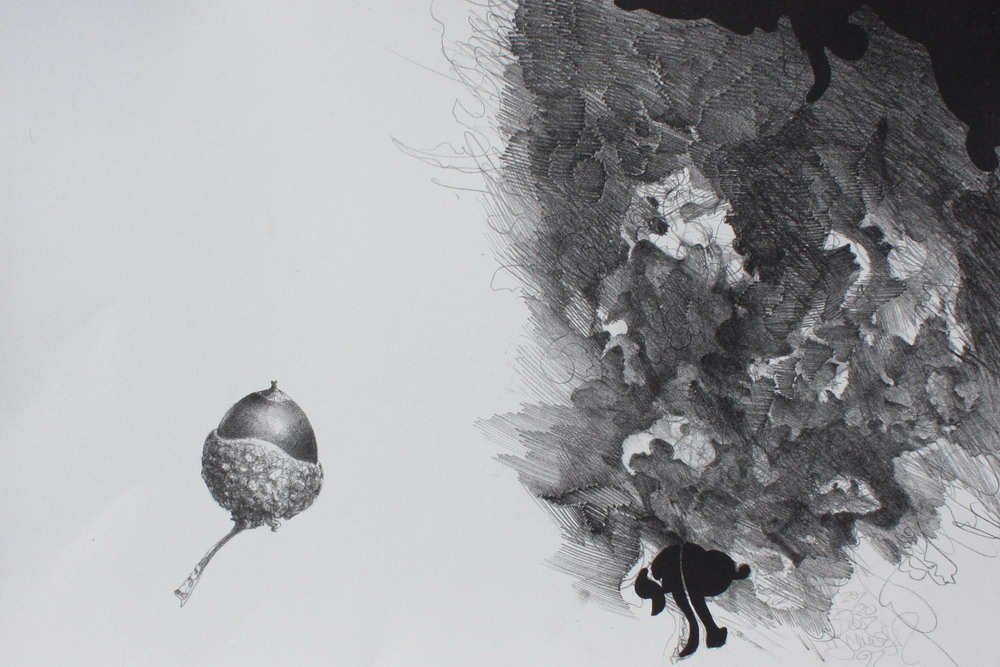
Jörg Schmeisser, o. T (Lithographie)

In folgenden Sammlungen und Museen befinden sich Werke Schmeissers:
- Kunsthalle Hamburg
- Museum für Kunst und Gewerbe, Hamburg
- Staatliche Kunstsammlungen Dresden
- Museum für Ostasiatische_Kunst Köln
- Bibliothèque nationale de France, Paris
- Museum of Modern Art New York
- New York Public Library
- Museum of Art and Archaeology der University of Columbia (Mexiko)
- Free Library of Philadelphia
- Princeton University Graphic Art Collection
- Sarah Blaffer Gallery der University of Houston (Texas)
- Cincinnati Museum of Art
- Tokyo National University of Fine Arts and Music
- Seika-Universität Kyōto
- Machida City Museum of Graphic Arts (Tokyo)
- Kanagawa Arts Foundation
- Macedonian Centre for Contemporary Art in Thessaloniki
- National Gallery of Australia in Canberra
- Australian National Library in Canberra
- Parliament House Collection

## Ausstellungen (Auswahl)
- 1969 Daimaru, Osaka (Japan)

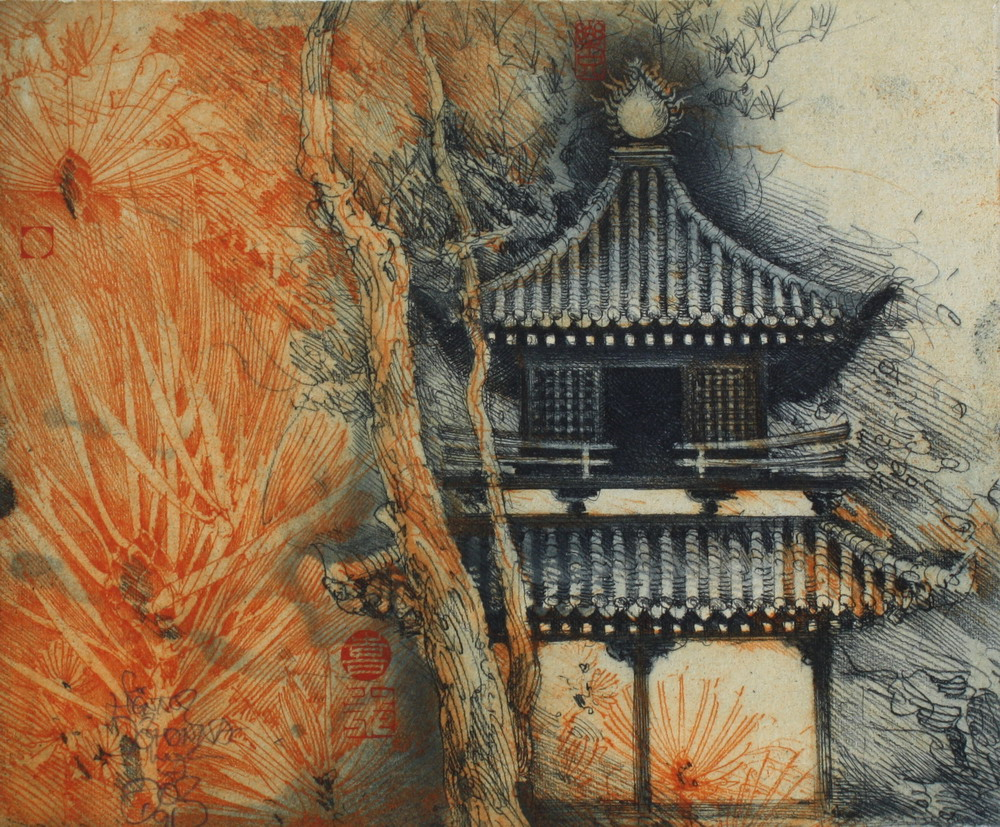
Jörg Schmeisser, Pagode (Aquatintaradierung)

- 1970 Artist House Jerusalem (Israel); Aoki Gallery, Tokio (Japan)
- 1973 Roemer- und Pelizaeus-Museum Hildesheim; Museum of Art and Archeologie, Columbia (Missouri)
- 1974 Gallery Huntly, Canberra (Australien)
- 1976 Deutsher Galleries, Melbourne (Australien); Phillip Bacon Galleries, Brisbane (Australien)
- 1977 Galerie Wiegand, Köln
- 1978 Stada Graphics, Sydney (Australien)
- 1979 Gallery Heian, Kyōto (Japan); Editions Gallery, Melbourne (Australien)
- 1980 Takashimaya, Osaka (Japan); Galerie Düsseldorf; Perth (Australien); Chicago Public Library Cultural Center (USA)
- 1982 Carpenter Center for tge Visual Arts, Harvard University (USA); Soker-Kaseman Gallery, San Francisco (USA), Tynte Gallery, Adelaide (Australien)
- 1983 Von Bertouch Galleries, Newcastle (Großbritannien); Museum für Ostasiatische Kunst, Köln; Albrecht-Dürer-Gesellschaft, Nürnberg
- 1985 The National Gallery, Bangkok (Thailand), Print Club, Philadelphia (USA)
- 1986 Leonard Milberg Gallery for Graphic Arts, Princeton University, Princeton, NJ (USA); Grahame Galleries, Brisbane (Australien)
- 2003 Tasmania Museum and Gallery, Hobart (Australien); Australische Botschaft, Washington DC (USA); Shin-puh-kan, Kyōto (Japan)
- 2004 Bremen; Deutsche Forschungsgemeinschaft, Bonn; Canberra Museum and Gallery, Canberra (Australien); Aoki Gallery and Aoki Luft, Tokio (Japan)
- 2007 Drill Hall Gallery, Canberra (Australien)
- 2008 Aoki Gallery, Tokio (Japan)
- 2009 Galerie Kätelhön, Möhnesee
- 2010 grahame galleries + editions, Brisbane (Australien)
- 2011 Australian Galleries, Collingwood (Australien); Australian Galleries Paddington (Australien); Australian Galleries Sydney (Australien); Australian Galleries Melbourne (Australien)

## Literatur

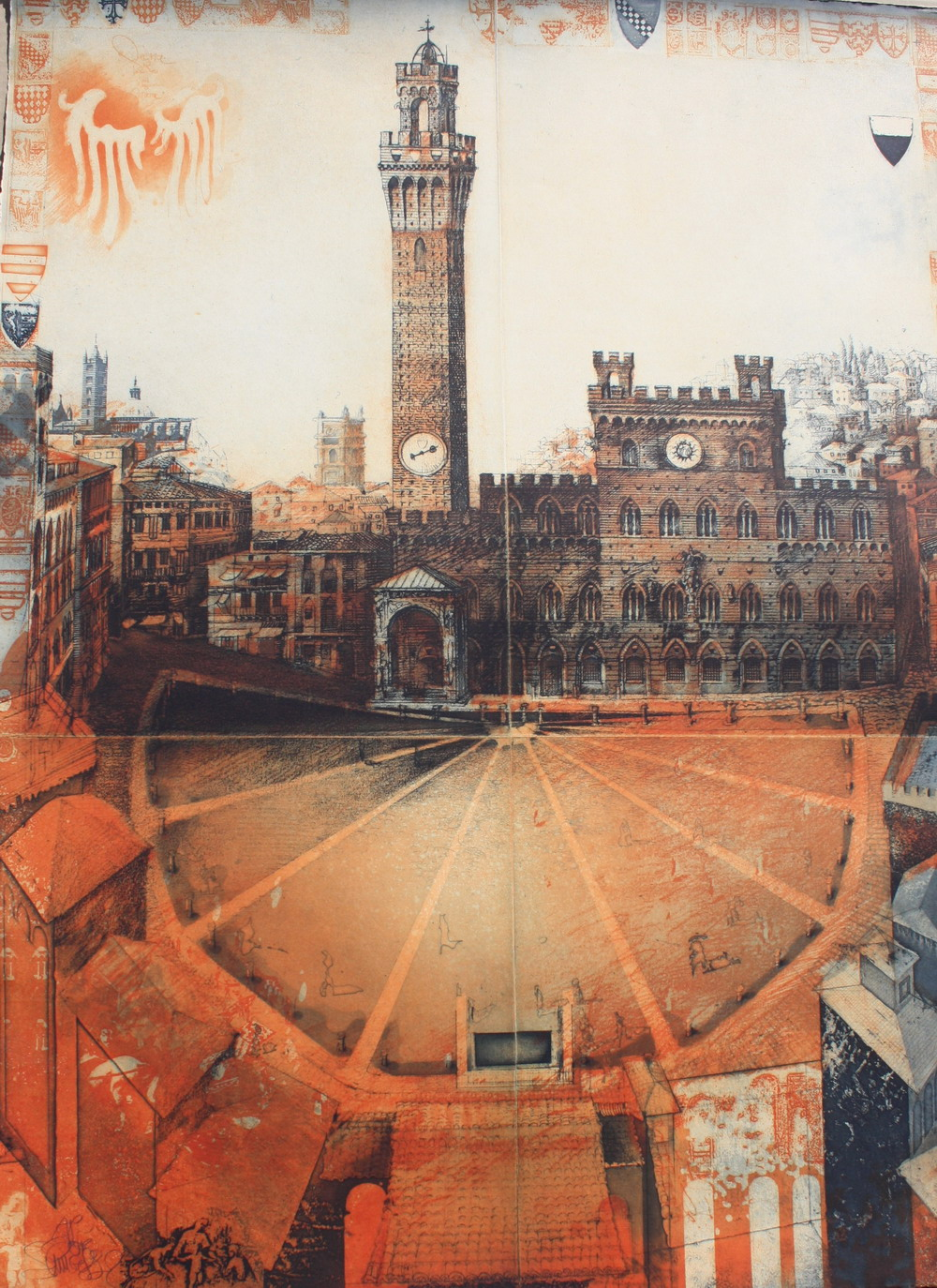
Jörg Schmeisser, Sienna (Aquatintaradierung)